# Знак поодинокої небезпеки

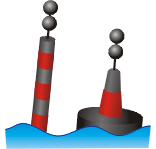
Віха і буй поодинокої небезпеки

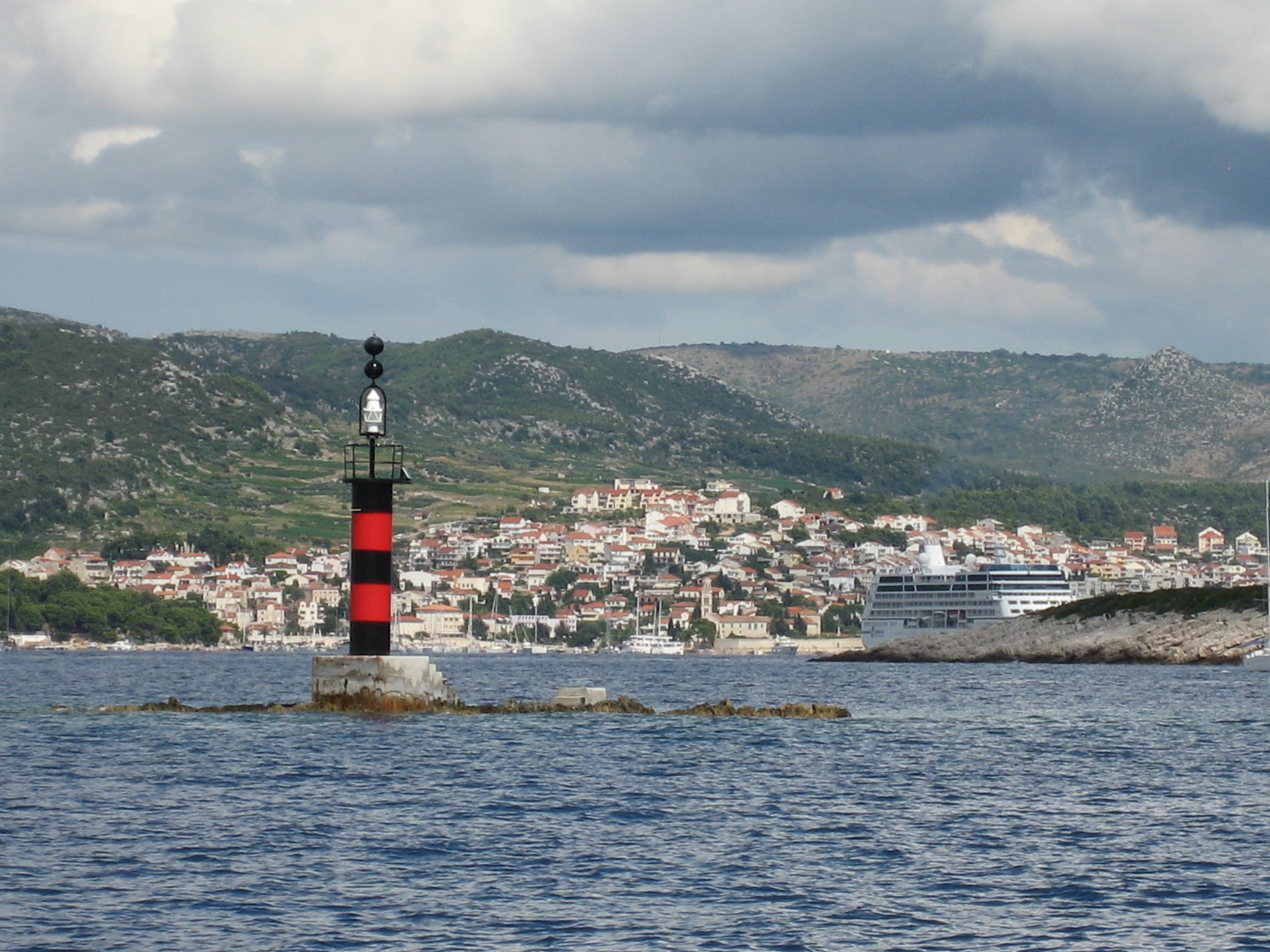
Знак поодинокої небезпеки поблизу Хвара, Хорватія.

Знак поодинокої небезпеки — навігаційний знак, що встановлюється безпосередньо над навігаційною небезпекою (наприклад, частково зануреною скелею), і його можна обійти з будь-якої сторони. Може виконуватися у формі буя або віхи.
Має забарвлення чорного кольору з червоними горизонтальними смугами. Топова фігура має вигляд двох чорних куль, розташованих одна над однією. З цим знаком можуть застосовуватися світлові сигнали: білий проблисковий сигнал, що складається з парних швидких спалахів з проміжутком між парами 5-10 секунд.
У Російській імперії та СРСР до 1980 року для позначення поодиноких небезпек використовувалися знаки червоно-білого смугастого забарвлення з топовою фігурою у вигляді хреста.